# Pristinella menoni
Pristinella menoni är en ringmaskart som först beskrevs av Aiyer 1929.  Pristinella menoni ingår i släktet Pristinella, och familjen Naididae. Arten är reproducerande i Sverige.